# Tino Edelmann
Tino Edelmann (ur. 13 kwietnia 1985 w Oberhofie) – niemiecki kombinator norweski, brązowy medalista olimpijski, ośmiokrotny medalista mistrzostw świata, ośmiokrotny medalista mistrzostw świata juniorów, a także zwycięzca Letniego Grand Prix.
W listopadzie 2016 zakończył karierę sportową.

## Kariera
Po raz pierwszy na arenie międzynarodowej pojawił się w 26 sierpnia 2000 roku, kiedy wystartował w trzeciej edycji Letniego Grand Prix w kombinacji norweskiej. Zajął wtedy 54. miejsce w zawodach indywidualnych w Klingenthal. Dwa dni później był trzydziesty w Oberhofie. Pierwszy indywidualny występ w Pucharze Świata B zaliczył 4 stycznia 2002 roku w Klingenthal, kiedy zajął 25. miejsce w sprincie. W sezonie 2001/2002 tego cyklu wystartował jeszcze dziewięciokrotnie, tylko raz nie zdobywając punktów. W efekcie zajął 26. miejsce w klasyfikacji generalnej. W styczniu 2002 roku wziął udział w mistrzostwach świata juniorów w Schonach, gdzie wraz z kolegami z reprezentacji zdobył złoty medal, a w konkursie metodą Gunderseną był dziewiąty.
W Pucharze Świata zadebiutował 1 stycznia 2003 roku w Oberhofie, zajmując 41. miejsce w sprincie. W sezonie 2002/2003 startował jeszcze dwukrotnie, ale również nie zdobył punktów i nie został uwzględniony w klasyfikacji generalnej. Na mistrzostwach świata juniorów w Sollefteå zdobył złoty medal w drużynie, w sprincie był piąty, a w Gundersenie zajął 17. miejsce. Startował także w Pucharze Świata B, wygrywając zawody w sprincie w Ruce 7 marca i w Trondheim 12 marca 2003 roku. Sezon 2003/2004 Pucharu Kontynentalnego zaczął od zwycięstwa w sprincie, 5 grudnia 2003 roku w Rovaniemi. Na podium stanął także 20 grudnia w Ruhpolding, gdzie był drugi w sprincie. Od tej pory startował głównie w Pucharze Świata. Najlepszy wynik na najwyższym szczeblu rozgrywek w tym sezonie uzyskał 22 lutego 2004 roku w czeskim Libercu, gdzie był ósmy. Na początku lutego wystartował na mistrzostwach świata juniorów w Stryn, gdzie zdobył srebrne medale w sztafecie, sprincie i Gundersenie.
W sezonach 2004/2005, 2005/2006 i 2006/2007 nie osiągał większych sukcesów w Pucharze Świata. Jego najlepszym wynikiem było piąte miejsce Gundersenie, wywalczone 30 stycznia 2005 roku w Sapporo. W 2005 roku wystartował na mistrzostwach świata w Oberstdorfie, gdzie był osiemnasty w sprincie, a zawodów metodą Gundersena nie ukończył. Miesiąc później wywalczył kolejne trzy medale podczas mistrzostw świata juniorów w Rovaniemi. Wraz z kolegami sięgnął po złoto w drużynie, a indywidualnie był drugi w Gundersenie oraz trzeci w sprincie.
Przełom nadszedł w sezonie 2007/2008. W pierwszej części sezonu, 12 grudnia 2007 roku w austriackim Ramsau Edelmann po raz pierwszy w karierze stanął na podium indywidualnych zawodów Pucharu Świata. Zajął tam trzecie miejsce w sprincie huraganowym, ulegając tylko dwóm rodakom: Björnowi Kircheisenowi i Ronny’emu Ackermannowi. W pozostałych zawodach jeszcze trzykrotnie plasował się w czołowej dziesiątce: 30 grudnia w Oberhofie był siódmy w Gundersenie, 12 stycznia w Val di Fiemme był dziewiąty w tej samej konkurencji, a 9 marca 2008 roku w Oslo zajął dziesiąte miejsce w sprincie. W klasyfikacji generalnej dało mu to dwunasta pozycję. Mimo że w kolejnym sezonie nie stawał na podium, to w klasyfikacji generalnej zajął miejsce wyższe niż przed rokiem - ósme. Najbliżej podium był 30 listopada w Ruce, 4 stycznia w Schonach i 8 lutego 2009 roku w Seefeld, gdzie zajmował piąte miejsce w Gundersenie. Podczas mistrzostw świata w Libercu razem z Erikiem Frenzlem, Ronnym Ackermannem i Björnem Kircheisenem zdobył srebrny medal w sztafecie. Drugi był także w starcie masowym, przegrywając tylko z Toddem Lodwickiem ze Stanów Zjednoczonych. Ponadto w zawodach metodą Gundersena był siódmy na dużej skoczni i dziewiąty na normalnej.
W lecie 2009 roku wystartował w dwunastej edycji Letniego Grand Prix w kombinacji norweskiej, zajmując dwukrotnie czwarte i dwukrotnie drugie miejsce. Pozwoliło mu to na triumf w klasyfikacji końcowej. Dobrą formę zdołał także utrzymać w sezonie 2009/2010, w którym był piąty w klasyfikacji generalnej. Czterokrotnie stawał na podium w tym 6 grudnia 2009 roku w norweskim Lillehammer po raz pierwszy w karierze zwyciężył w zawodach Pucharu Świata. Był także drugi 29 listopada w Ruce i 19 grudnia w Ramsau, a 5 marca 2010 roku w Lahti zajął trzecie miejsce w Gundersenie. Na igrzyskach olimpijskich w Vancouver Niemcy w składzie: Johannes Rydzek, Tino Edelmann, Eric Frenzel i 
Björn Kircheisen wywalczyli brązowy medal w konkursie drużynowym. Indywidualnie Tino był osiemnasty w Gundersenie na normalnej skoczni, a na dużym obiekcie zajął 28. miejsce.
W dziesięciu startach w zawodach Pucharu Świata w sezonie 2010/2011 sześciokrotnie plasował się w czołowej dziesiątce. Najlepszy wynik osiągnął 19 grudnia 2010 roku w Ramsau, gdzie zajął drugie miejsce w Gundersenie, ustępując tylko Austriakowi Mario Stecherowi. Było to jedyne podium Edelmanna w tym sezonie. W klasyfikacji generalnej zajął tym razem dziewiątą pozycję. Na mistrzostwach świata w Oslo w 2011 roku wspólnie z Rydzkiem, Kircheisenem i Frenzlem zdobył brązowe medale w obu konkursach drużynowych, a indywidualnie wywalczył srebrny medal w Gundersenie na normalnej skoczni, a na dużym obiekcie był piętnasty. Dobrą passę kontynuował na początku sezonu 2011/2012 – 25 listopada 2011 roku w Ruce zajął trzecie miejsce, a dzień później zwyciężył. Łącznie pięciokrotnie plasował się na podium zawodów tego sezonie i w klasyfikacji generalnej był ósmy.

## Osiągnięcia

### Igrzyska olimpijskie
| Miejsce | Dzień     | Rok  | Miejscowość | Konkurencja           | Wynik zwycięzcy | Strata  | Zwycięzca           |
| ------- | --------- | ---- | ----------- | --------------------- | --------------- | ------- | ------------------- |
| 18.     | 14 lutego | 2010 | Vancouver   | Gundersen HS106/10 km | 25:47,1         | +1:00,5 | Jason Lamy Chappuis |
| 3.      | 23 lutego | 2010 | Vancouver   | Sztafeta HS140/4x5 km | 49:31,6         | +19,5   | Austria             |
| 29.     | 25 lutego | 2010 | Vancouver   | Gundersen HS140/10 km | 25:32,9         | +3:02,1 | Bill Demong         |
| 9.      | 12 lutego | 2014 | Soczi       | Gundersen HS106/10 km | 23:50,2         | +37,0   | Eric Frenzel        |

### Mistrzostwa świata
| Miejsce | Dzień     | Rok  | Miejscowość   | Konkurencja                     | Wynik zwycięzcy | Strata   | Zwycięzca           |
| ------- | --------- | ---- | ------------- | ------------------------------- | --------------- | -------- | ------------------- |
| DNF     | 18 lutego | 2005 | Oberstdorf    | Gundersen HS100/15 km           | 38:56,2         | -        | Ronny Ackermann     |
| 18.     | 27 lutego | 2005 | Oberstdorf    | Sprint HS137/7,5 km             | 20:15,6         | +1:51,7  | Ronny Ackermann     |
| 11.     | 23 lutego | 2007 | Sapporo       | Sprint HS134/7,5 km             | 17:40,2         | +1:30,.3 | Hannu Manninen      |
| 2.      | 25 lutego | 2007 | Sapporo       | Sztafeta HS134/4x5 km           | 49:14,9         | +28,4    | Finlandia           |
| 2.      | 20 lutego | 2009 | Liberec       | Start masowy HS100/10 km        | 24:49,7         | +4,6     | Todd Lodwick        |
| 9.      | 22 lutego | 2009 | Liberec       | Gundersen HS100/10 km           | 24:22,3         | +1:27,7  | Todd Lodwick        |
| 2.      | 26 lutego | 2009 | Liberec       | Sztafeta HS134/4x5 km           | 48:32,3         | +1,0     | Japonia             |
| 7.      | 28 lutego | 2009 | Liberec       | Gundersen HS134/10 km           | 23:36,6         | +58,1    | Bill Demong         |
| 2.      | 26 lutego | 2011 | Oslo          | Gundersen HS106/10 km           | 25:19,2         | +11,9    | Eric Frenzel        |
| 2.      | 28 lutego | 2011 | Oslo          | Sztafeta HS106/4x5 km           | 48:07,8         | +0,4     | Austria             |
| 15.     | 2 marca   | 2011 | Oslo          | Gundersen HS134/10 km           | 25:31,6         | +1:36,7  | Jason Lamy Chappuis |
| 2.      | 4 marca   | 2011 | Oslo          | Sztafeta HS134/4x5 km           | 48:07,8         | +0,1     | Austria             |
| 21.     | 22 lutego | 2013 | Val di Fiemme | Gundersen HS106/10 km           | 29:13,2         | +1:30,6  | Jason Lamy Chappuis |
| 6.      | 24 lutego | 2013 | Val di Fiemme | Sztafeta HS106/4x5 km           | 57:34,0         | +1:07,6  | Francja             |
| DNS     | 28 lutego | 2013 | Val di Fiemme | Gundersen HS134/10 km           | 27:22,8         | -        | Eric Frenzel        |
| 3.      | 2 marca   | 2013 | Val di Fiemme | Sprint drużynowy HS134/2x7,5 km | 35:37,9         | +43,9    | Francja             |
| 20.     | 20 lutego | 2015 | Falun         | Gundersen HS100/10 km           | 26:38,9         | +1:39,6  | Johannes Rydzek     |
| 1.      | 22 lutego | 2015 | Falun         | Sztafeta HS100/4x5 km           | 44:20,7         | -        | -                   |
| 9.      | 26 lutego | 2015 | Falun         | Gundersen HS134/10 km           | 22:45,8         | +31,5    | Bernhard Gruber     |

### Mistrzostwa świata juniorów
| Miejsce | Dzień       | Rok  | Miejscowość | Konkurencja           | Wynik zwycięzcy | Strata  | Zwycięzca        |
| ------- | ----------- | ---- | ----------- | --------------------- | --------------- | ------- | ---------------- |
| 9.      | 23 stycznia | 2002 | Schonach    | Gundersen K90/10 km   | 30:54,2         | +2:53,3 | Björn Kircheisen |
| 1.      | 25 stycznia | 2002 | Schonach    | Sztafeta K90/4x5 km   | 844,0 pkt       | -       | -                |
| 17.     | 5 lutego    | 2003 | Sollefteå   | Gundersen K107/10 km  | 31:43,2         | +3:40,9 | Björn Kircheisen |
| 1.      | 7 lutego    | 2003 | Sollefteå   | Sztafeta K107/4x5 km  | 58.41,8         | -       | -                |
| 5.      | 9 lutego    | 2003 | Sollefteå   | Sprint K107/5 km      | 14.02,6         | +53,7   | Björn Kircheisen |
| 2.      | 4 lutego    | 2004 | Stryn       | Gundersen K90/10 km   | 26:06,3         | +2:30,7 | Petter Tande     |
| 2.      | 6 lutego    | 2004 | Stryn       | Sztafeta K90/4x5      | 58:03,0         | +1:38,0 | Norwegia         |
| 2.      | 8 lutego    | 2004 | Stryn       | Sprint K90/7,5 km     | 14:02,1         | +35,9   | Petter Tande     |
| 2.      | 22 marca    | 2005 | Rovaniemi   | Gundersen HS100/10 km | 25.56,6         | +57,4   | Petter Tande     |
| 1.      | 24 marca    | 2005 | Rovaniemi   | Sztafeta HS100/4x5    | 44:17,1         | -       | -                |
| 3.      | 26 marca    | 2005 | Rovaniemi   | Sprint HS100/5 km     | 14:02,1         | +5,8    | Petter Tande     |

### Puchar Świata

#### Miejsca w klasyfikacji generalnej
- sezon 2002/2003: niesklasyfikowany
- sezon 2003/2004: 29.
- sezon 2004/2005: 18.
- sezon 2005/2006: 35.
- sezon 2006/2007: 18.
- sezon 2007/2008: 12.
- sezon 2008/2009: 8.
- sezon 2009/2010: 5.
- sezon 2010/2011: 9.
- sezon 2011/2012: 8.
- sezon 2012/2013: 6.
- sezon 2013/2014: 15.
- sezon 2014/2015: 16.
- sezon 2015/2016: 24.

#### Miejsca na podium w zawodach
| Nr  | Data              | Miejscowość | Konkurencja                   | Wynik zwycięzcy | Pozycja | Strata | Zwycięzca           |
| --- | ----------------- | ----------- | ----------------------------- | --------------- | ------- | ------ | ------------------- |
| 1.  | 16 grudnia 2007   | Ramsau      | Sprint huraganowy HS98/7,5 km | 17:32,6         | 3.      | +8,7   | Björn Kircheisen    |
| 2.  | 29 listopada 2009 | Ruka        | Gundersen HS142/10 km         | 25:33,7         | 2.      | +1,2   | Hannu Manninen      |
| 3.  | 6 grudnia 2009    | Lillehammer | Gundersen HS140/10 km         | 23:14,3         | 1.      | -      | -                   |
| 4.  | 19 grudnia 2009   | Ramsau      | Gundersen HS98/10 km          | 25:45,6         | 2.      | +2,1   | Jason Lamy Chappuis |
| 5.  | 5 marca 2009      | Lahti       | Gundersen HS130/10 km         | 25:20,3         | 3.      | +7,2   | Magnus Moan         |
| 6.  | 19 grudnia 2010   | Ramsau      | Gundersen HS98/10 km          | 24:22,3         | 2.      | +8,6   | Mario Stecher       |
| 7.  | 25 listopada 2011 | Ruka        | Gundersen HS142/10 km         | 27:41,0         | 3.      | +7,1   | Magnus Krog         |
| 8.  | 26 listopada 2011 | Ruka        | Gundersen HS142/10 km         | 27:37,3         | 1.      | -      | -                   |
| 9.  | 3 grudnia 2011    | Lillehammer | Gundersen HS100/10 km         | 27:44,4         | 3.      | +8,6   | Håvard Klemetsen    |
| 10. | 11 grudnia 2011   | Ramsau      | Gundersen HS98/10 km          | 22:05,8         | 3.      | +3,0   | Jan Schmid          |
| 11. | 3 marca 2012      | Lahti       | Gundersen HS130/10 km         | 23:43,4         | 2.      | +4,3   | Jan Schmid          |
| 12. | 12 stycznia 2013  | Chaux-Neuve | Gundersen HS118/10 km         | 23:42,6         | 1.      | -      | -                   |
| 13. | 19 stycznia 2013  | Seefeld     | Gundersen HS109/10 km         | 25:59,1         | 3.      | +20,8  | Eric Frenzel        |
| 14. | 26 stycznia 2013  | Klingenthal | Gundersen HS140/10 km         | 23:03,4         | 2.      | +10,4  | Eric Frenzel        |
| 15. | 27 stycznia 2013  | Klingenthal | Penalty Race HS140/10 km      | 23:21,1         | 2.      | +23,4  | Eric Frenzel        |
| 16. | 17 stycznia 2014  | Seefeld     | Gundersen HS109/5 km          | 12:37,4         | 3.      | +9,4   | Eric Frenzel        |
| 17. | 17 stycznia 2015  | Seefeld     | Gundersen HS109/10 km         | 25:54,7         | 3.      | +14,7  | Eric Frenzel        |

### Puchar Kontynentalny

#### Miejsca w klasyfikacji generalnej
- sezon 2000/2001: -
- sezon 2001/2002: 26.
- sezon 2002/2003: 7.

#### Miejsca na podium w zawodach
| Nr  | Data             | Miejscowość       | Konkurencja                    | Wynik zwycięzcy | Pozycja | Strata | Zwycięzca     |
| --- | ---------------- | ----------------- | ------------------------------ | --------------- | ------- | ------ | ------------- |
| 1.  | 7 marca 2003     | Ruka              | Sprint K120/7,5 km             | ?               | 1.      | -      | -             |
| 2.  | 12 marca 2003    | Trondheim         | Sprint K120/7,5 km             | ?               | 1.      | -      | -             |
| 3.  | 5 grudnia 2003   | Rovaniemi         | Sprint K90/7,5 km              | ?               | 1.      | -      | -             |
| 4.  | 20 grudnia 2003  | Ruhpolding        | Sprint K115/7,5 km             | ?               | 2.      | +0,3   | Ivan Rieder   |
| 5.  | 13 stycznia 2006 | Chaux-Neuve       | Sprint K90/7,5 km              | 20:22,5         | 3.      | +21,5  | Ronny Heer    |
| 6.  | 9 grudnia 2006   | Steamboat Springs | Gundersen HS127/15 km          | 39:41,5         | 3.      | +14,5  | Lukas Klapfer |
| 7.  | 10 grudnia 2006  | Steamboat Springs | Sprint HS127/7,5 km            | 17:17,8         | 1.      | -      | -             |
| 8.  | 15 grudnia 2006  | Park City         | Gundersen HS127/15 km          | 17:32,8         | 1.      | -      | -             |
| 9.  | 16 grudnia 2006  | Park City         | Sprint huraganowy HS134/7,5 km | 18:16,9         | 1.      | -      | -             |
| 10. | 20 grudnia 2006  | Lake Placid       | Start masowy HS100/10 km       | 31:07,9         | 2.      | +20,1  | Tomaz Druml   |

### Letnie Grand Prix

#### Miejsca w klasyfikacji generalnej
- 2007: 13.
- 2008: nie brał udziału
- 2009: 1.
- 2010: nie brał udziału
- 2011: niesklasyfikowany
- 2012: nie brał udziału
- 2013: 40.
- 2014: 38.
- 2015: 15.
- 2016: 18.

#### Miejsca na podium w zawodach
| Nr | Data             | Miejscowość | Konkurencja           | Wynik zwycięzcy | Pozycja | Strata | Zwycięzca        |
| -- | ---------------- | ----------- | --------------------- | --------------- | ------- | ------ | ---------------- |
| 1. | 13 sierpnia 2009 | Oberstdorf  | Gundersen HS137/10 km | 25:38.2 min     | 2.      | +4.0 s | Björn Kircheisen |
| 2. | 15 sierpnia 2009 | Einsiedeln  | Gundersen HS117/10 km | 25:49.0 min     | 2.      | +1.1 s | Ronny Heer       |